# Chronic Corpora Infest
Chronic Corpora Infest es el primer álbum de estudio de la banda mexicana de  brutal death metal Disgorge, lanzado el 19 de septiembre de 1998. “Chronic Corpora Infest” aparece por primera vez en casete en 1997 por Perpetual Records y distribuido por Oz Productions que por aquel entonces era una pequeña distribuidora por México. Al año siguiente American Line Productions se interesa en editar este primer álbum en Cd con una distribución más acorde al potencial de Disgorge y con un artwork más explícito, grotesco y enfermizo. El disco fue dedicado al asesino Jeffrey Lionel Dahmer.

## Lista de canciones
| N.º | Título                                                         | Duración |  |
| 1.  | «The Vile Sores In Urticariothrocisism Goulashed Decrepitance» | 4:48     |  |
| 2.  | «Stygmatodermuropyanephrosism On Impetiginose Urogenism»       | 4:20     |  |
| 3.  | «Faecalized»                                                   | 4:35     |  |
| 4.  | «Rancid Bowel Sarcoma»                                         | 4:51     |  |
| 5.  | «In The Acro Cianotyc Post Clonning Ectopysm»                  | 4:47     |  |
| 6.  | «Lymphatic Orgy In A Ulcerated Incubation»                     | 4:10     |  |
| 7.  | «Viscose Oseal Fibroma»                                        | 3:37     |  |
| 8.  | «Gribbled Maggotized Pregnant Inside Into A Fetid Renal Sarna» | 6:20     |  |
| 9.  | «Pedophilamorphia of Excreachollemical Endolapse»              | 6:19     |  |

### Edición especial de 1999
| N.º | Título                                                                                        | Duración |  |
| 10. | «Spasmobliterance Filtrates Scabs / Urethrive Decortico Xantomatose Muco Gestated Scallfolds» |          |  |
| 11. | «Stygmatodermuropyanephrosism On Impetiginose Urogenism (Version de ensayo)»                  |          |  |
| 12. | «Grotesque Devourment (Version de ensayo)»                                                    |          |  |
| 13. | «Monument To My Remains (Version de ensayo)»                                                  |          |  |

- Datos: Q5767756